# Malvastrum bicuspidatum
Malvastrum bicuspidatum là một loài thực vật có hoa trong họ Cẩm quỳ. Loài này được (S. Watson) Rose mô tả khoa học đầu tiên năm 1909.